# تحكم بالقابض

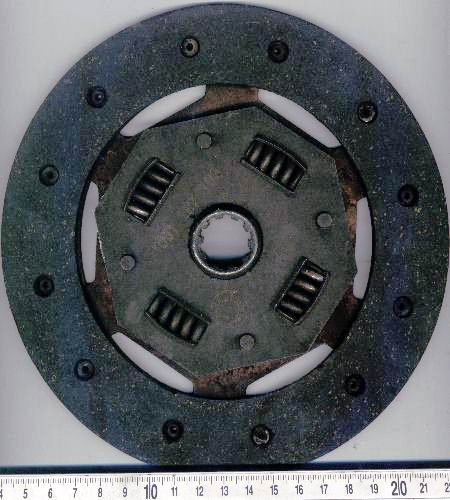
قرص القابض

التحكم بالقابض هو التحكم في سرعة السيارة بتحريك قرص القابض قليلا لنقل الحركة مستعملا دواسة القابض  بدلاً من دواسة الوقود أو بالتزامن معها.